# Boettcheria dentata
Boettcheria dentata är en tvåvingeart som beskrevs av Carroll William Dodge 1966. Boettcheria dentata ingår i släktet Boettcheria och familjen köttflugor.
Artens utbredningsområde är El Salvador. Inga underarter finns listade i Catalogue of Life.